# Henryk Cegiełka
Henryk Cegiełka (ur. 23 lipca 1962 w Złocieńcu) – polski strażak, nadbrygadier Państwowej Straży Pożarnej.

## Życiorys
Jest absolwentem Szkoły Głównej Służby Pożarniczej. 23 stycznia 2008 został powołany na stanowisko zachodniopomorskiego komendanta wojewódzkiego Państwowej Straży Pożarnej i funkcję tę sprawował do momentu przejścia na emeryturę w styczniu 2016. 4 maja 2012 odebrał akt mianowania na stopień nadbrygadiera z rąk prezydenta RP Bronisława Komorowskiego.

## Wybrane odznaczenia
- Srebrny Krzyż Zasługi[1],
- Srebrny Medal za Długoletnią Służbę[1]